# Высшее образование в Болгарии
Высшее образование в Болгарии регулируется «Законом о высшем образовании» (болг. Закон за висшето образование). Признается во всех странах-членах Европейского союза.

## Высшие школы
Высшие школы в Болгарии академически автономны. Академическая автономия выражается в интеллектуальной свободе академической общности и творческой природы образовательного, исследовательского и художественно-творческого процесса, которые являются для высших учреждений высшими ценностями.
Могут быть государственными и частными. Открываются, преобразуются и закрываются решением Народного собрания Болгарии, которое публикуется в Государственной газете Болгарии.
- Университеты (университети) обучают по специальностям в не менее, чем в 3 из 4 основных областей науки (гуманитарных, естественных, общественных и технических). Должны располагать профессорским академическим составом на постоянном трудовом контракте, хабилитированные лица должны читать не менее 70 % лекционных курсов. Ведут обучение для образовательных степеней «бакалавр» и «магистр», «доктор», а также научное руководство подготовкой для учёной степени «доктор наук». Располагает научым и художественно-творческим потенциалом и развивает основные области науки и культуры. Могут создавать свою систему школ, включая филиалы (в других населённых пунктах), несамостоятельные колледжи высшего образования, специализированные средние школы, а также научные институты и центры, университетские больницы, учебные заводы, информационные центры и пр.

- Специализированные высшие школы (специализирани висши училища) осуществляют научно-исследовательскую и/или художественно-творческую деятельность и ведут обучение в 1 из 4 основных областей науки, искусства, физической культуры и военного дела. Наименование училища отражает специфическую область, в которой оно обучает специалистов. Обучают для степеней «бакалавр», «магистр» и «доктор».

- Самостоятельные колледжи (самостоятелни колежи) высшего образования осуществляют обучение для приобретения образовательно-квалификационной степени «профессиональный бакалавр». Академический состав колледжа должен быть сформирован на постоянной трудовой основе и осуществлять преподавание не менее половины из теоретических и практических занятий.[3]

## Степени образования
Высшее образование в Болгарии осуществляется в следующих степенях:
- образовательно-квалификационная степень „профессиональный бакалавр“ — срок обучения не менее 3 лет;
- образовательно-квалификационная степень „бакалавр“ — срок обучения не менее 4 лет;
- образовательно-квалификационная степень „магистр“ — срок обучения не менее 5 лет;
- образовательно-учёная степень „доктор“ (раньше: „кандидат наук“) — докторантура (раньше: аспирантура) осуществляется по самостоятельному учебному плану, включая подготовку и сдачу экзаменов, педагогическую деятельность и защиту диссертации; формы: очная (срок не менее 3 лет), заочная (срок не менее 4 лет), свободная (соискательская); степень обязательна для хабилитации для учёного звания доцент.

Учёная степень „доктор наук“ сохранилась, но все реже защищается, поскольку уже не является обязательной для хабилитации для учёного звания профессор.